# اوستروف (ناحیه بنشوف)
اوستروف (به چکی: Ostrov) یک منطقهٔ مسکونی در جمهوری چک است که در ناحیه بنشوو واقع شده‌است.